# Desert

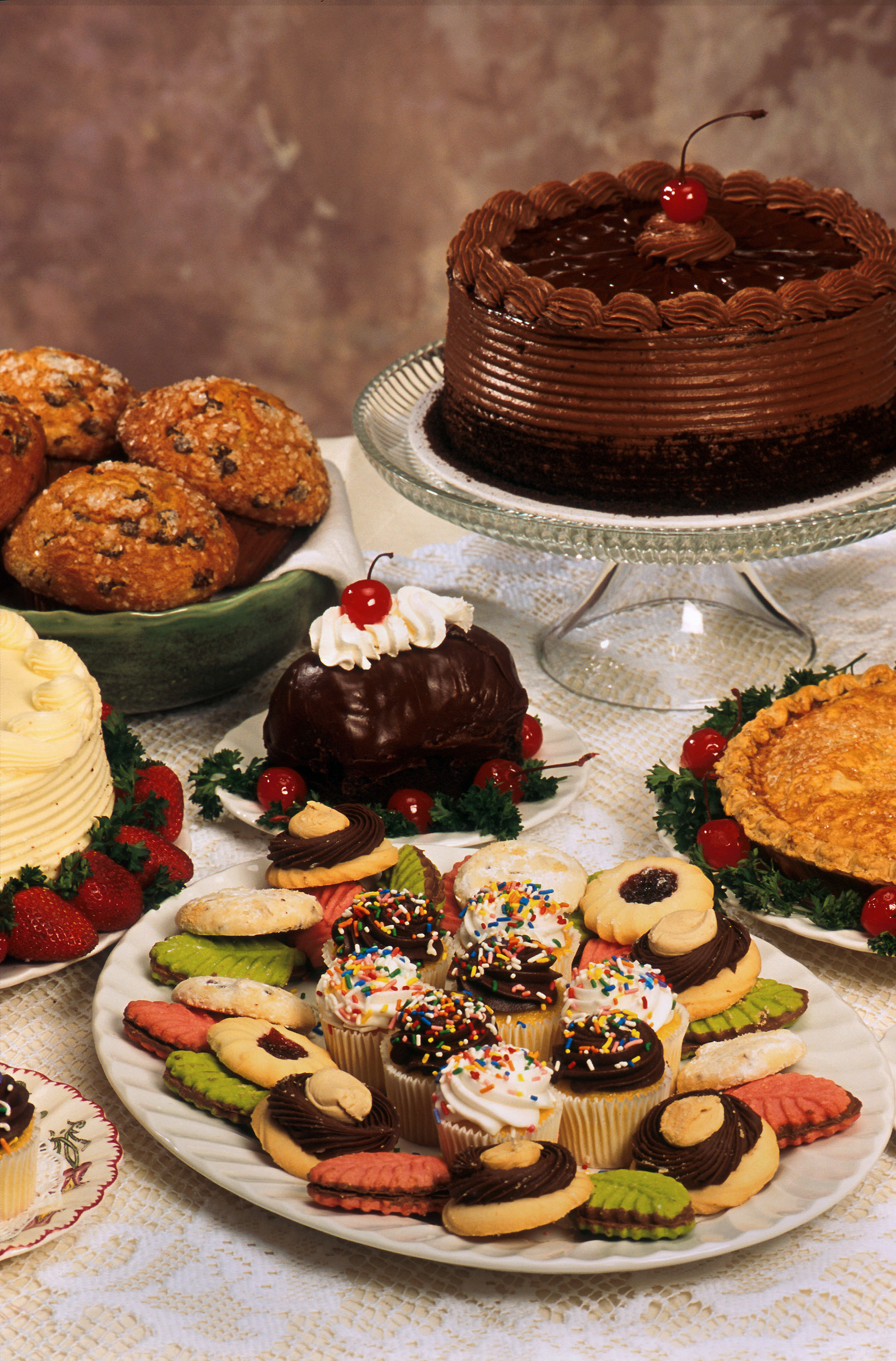
Diverse tipuri de desert, inclusiv biscuiți, plăcinte și torturi.

Desertul este un fel de mâncare care se consumă la finalul mesei. Deserturile obișnuite sunt biscuiți, tort, prăjitură, gelatină, înghețată, plăcintă, budincă, tartă sau turtă. Câteodată, desertul este servit și cu o băutură, ca lichior, vin de desert sau și șampanie.
Deserturile tipic conțin nivele relativ ridicate de zahăr și grăsimi, asta face ca deserturile să aibă mai multe kilocalorii Per gram, comparativ cu alte preparate.